# Anomiopus
Anomiopus är ett släkte av skalbaggar. Anomiopus ingår i familjen bladhorningar.

## Dottertaxa tillAnomiopus, i alfabetisk ordning[1]
- Anomiopus aequalis
- Anomiopus alexandrei
- Anomiopus andrei
- Anomiopus ataenioides
- Anomiopus batesi
- Anomiopus birai
- Anomiopus bonariensis
- Anomiopus brevipes
- Anomiopus cambeforti
- Anomiopus caputipilus
- Anomiopus chalceus
- Anomiopus cuprarius
- Anomiopus edmondsi
- Anomiopus foveicollis
- Anomiopus galileoae
- Anomiopus genieri
- Anomiopus germari
- Anomiopus gilli
- Anomiopus globosus
- Anomiopus gracilis
- Anomiopus hirsutus
- Anomiopus howdeni
- Anomiopus idei
- Anomiopus impartectus
- Anomiopus intermedius
- Anomiopus juanae
- Anomiopus lacordairei
- Anomiopus laetus
- Anomiopus latistriatus
- Anomiopus lunatipes
- Anomiopus mourai
- Anomiopus myrmidon
- Anomiopus nigricans
- Anomiopus nigrocoeruleus
- Anomiopus octodentatus
- Anomiopus palmispinus
- Anomiopus panamensis
- Anomiopus paraensis
- Anomiopus paraguaiensis
- Anomiopus parallelus
- Anomiopus pereirai
- Anomiopus pictus
- Anomiopus preissae
- Anomiopus pumilius
- Anomiopus puncticollis
- Anomiopus quadridentatus
- Anomiopus serranus
- Anomiopus similis
- Anomiopus simplex
- Anomiopus smaragdinus
- Anomiopus soledari
- Anomiopus sulcaticollis
- Anomiopus sulcatus
- Anomiopus tuberculicollis
- Anomiopus tuberifrons
- Anomiopus validus
- Anomiopus virescens
- Anomiopus zaguryi